# Gessamí de Virgínia
La gessamí de Virgínia (Campsis radicans), és una espècie botànica enfiladissa gran i vigorosa, llenyosa, de la família de les Bignoniaceae, notable per les seves vistoses flors en forma de trompeta.

## Descripció
Aquesta enfiladissa és nativa de boscos del sud-est dels Estats Units, i és una popular perenne de jardí, tenint alguns cultivars tan resistents com per a tolerar -34 °C. El seu tronc és gruixut, i pot elevar-se fins als 10 m d'altura, amb raïm aèrees curtes i nombroses a través de les quals grimpa. El seu làtex és irritant per a la pell.
No s'ha de sub-estimarse el vigor d'aquesta espècie. En temps calorosos, posa centenars de circells en qualsevol superfice apta, i eventualment s'expandeix amb branques lenyoses de diversos centímetres de diàmetre. Creix bé en arbres, voltes i pals, encara que es pot desmembrar en el procés d'expansió. Es recomanen podes fortes. Fora de la seva àrea nativa, té el potencial de ser altament invasora, fins i tot tan al nord com Nova Anglaterra.